# Les Automobiles et Voitures Alberta
Les Automobiles et Voitures Alberta war ein belgischer Hersteller von Automobilen.

## Unternehmensgeschichte
L. Deneffe gründete 1906 das Unternehmen. Der Sitz war am Boulevard Bischoffsheim 31 in Brüssel. Im selben Jahr begann die Produktion von Automobilen der Marke Alberta. 1907 endete die Produktion.

## Produkte
Im Angebot standen vier verschiedene Modelle. Das kleinste hatte einen De-Dion-Bouton-Einzylindermotor mit 8 PS Leistung. Darüber rangierte ein Modell mit einem Zweizylindermotor und 10 PS Leistung. Für die beiden Vierzylindermodelle sind 16 PS und 24 PS angegeben. Die drei letztgenannten Motoren stellte Deneffe vermutlich selbst her. Die drei kleinen Modelle hatten ein Dreiganggetriebe, das stärkste Modell dagegen ein Vierganggetriebe. Bei allen wurde die Motorleistung über Ketten an die Antriebsachse übertragen. Die Fahrgestelle bestanden gewöhnlich aus verstärktem Holz, gegen Aufpreis aus gepresstem Stahl. Die Preise für die Fahrzeuge ohne Karosserie lagen zwischen 4.500 und 11.500 Belgischen Franken, was als nicht sehr teuer angesehen wird.
Außerdem entstanden Zweizylindermotoren mit 12 PS und Vierzylindermotoren mit 40 PS. Lastkraftwagen, Omnibusse und Motorboote wurden auf Anfrage gebaut.